# Matthew Brennan
Matthew Brennan (ur. 6 sierpnia 2005 w Darlington) – brytyjski kolarz szosowy i torowy. 

## Osiągnięcia

### Kolarstwo szosowe
Opracowano na podstawie:

2023
- 3. miejsce w mistrzostwach Wielkiej Brytanii juniorów (jazda indywidualna na czas)

2024
- 1. miejsce w Trofej Umag
- 1. miejsce w Trofej Poreč
- 3. miejsce w Circuit de Wallonie
- 4. miejsce w Orlen Wyścigu Narodów
- 1. miejsce na 8. etapie Giro Next Gen

2025
- 1. miejsce w Tour des 100 Communes
- 1. miejsce w Grand Prix de la Ville de Lillers
- 1. miejsce w Grand Prix de Denain
- 1. miejsce na 1. i 5. etapie Volta Ciclista a Catalunya
- 1. miejsce na 1. etapie Tour de Romandie
- 1. miejsce w Rund um Köln
- 1. miejsce w Tour of Norway
  - 1. miejsce w klasyfikacji punktowej
  - 1. miejsce w klasyfikacji młodzieżowej
  - 1. miejsce na 2. i 4. etapie
- 2. miejsce w mistrzostwach Wielkiej Brytanii (start wspólny)
- 1. miejsce na 5. etapie Tour de Pologne

### Kolarstwo torowe
2023
- 1. miejsce w mistrzostwach świata juniorów (madison)
- 1. miejsce w mistrzostwach świata juniorów (wyścig na dochodzenie)
- 2. miejsce w mistrzostwach świata juniorów (scratch)
- 2. miejsce w mistrzostwach Europy juniorów (madison)
- 2. miejsce w mistrzostwach Europy juniorów (wyścig na dochodzenie)
- 2. miejsce w mistrzostwach Europy juniorów (drużynowo na dochodzenie)
- 2. miejsce w mistrzostwach Wielkiej Brytanii (scratch)

2024
- 3. miejsce w mistrzostwach Wielkiej Brytanii (wyścig na dochodzenie)

## Rankingi

### Kolarstwo szosowe
| Rok           | 2024 |
| ------------- | ---- |
| World Ranking | 350. |
|               |      |
| Źródło: UCI   |      |